# Piper dulce
Piper dulce är en pepparväxtart som beskrevs av William Trelease. Piper dulce ingår i släktet Piper och familjen pepparväxter. Inga underarter finns listade i Catalogue of Life.